# باناز
باناز هي مدينة تابعة لمحافظة عشاق في منطقة إيجة بتركيا. تقع المدينة على الطريق الرئيسي إزمير - أنقرة، على مسافة 33 كيلومتر (21 ميل) من مدينة عشاق مركز المحافظة. يبلغ عدد سكانها 15504 نسمة حسب تعداد عام 2007.